# Röden
Röden (Juniperus scopulorum) är en cypressväxtart som beskrevs av Charles Sprague Sargent. Röden ingår i släktet enar och familjen cypressväxter. IUCN kategoriserar arten globalt som livskraftig. Arten förekommer tillfälligt i Sverige, men reproducerar sig inte. Inga underarter finns listade i Catalogue of Life.
Arten förekommer i västra Kanada, västra USA (utan Alaska och Kalifornien) och nordvästra Mexiko (utan Baja California). Den växer i låglandet och i bergstrakter upp till 2 770 meter över havet. I bergstrakter bildas ofta trädgrupper eller skogar tillsammans med Juniperus osteosperma, engelmannsgran, berggran och med arter av tallsläktet. Röden kan även vara utformad som en buske och den hittas ofta i buskskogar tillsammans med Artemisia tridentata samt med arter av häggmispelsläktet, släktet Chrysothamnus, plommonsläktet och eksläktet. Nära vattendrag ingår röden i växtligheten som domineras av poppelsläktet och videsläktet.
Röden föredrar halvtorra klippiga områden. Klimatet i utbredningsområdet kännetecknas av kalla vintrar och delvis heta somrar. Under sommaren kan stormar förekomma.
Växtens trä används som ved och till staket. Röden är en prydnadsväxt i stadsparker och trädgårdar över hela världen. För beståndet är inga hot kända och arten listas av IUCN som livskraftig (LC).

## Bildgalleri

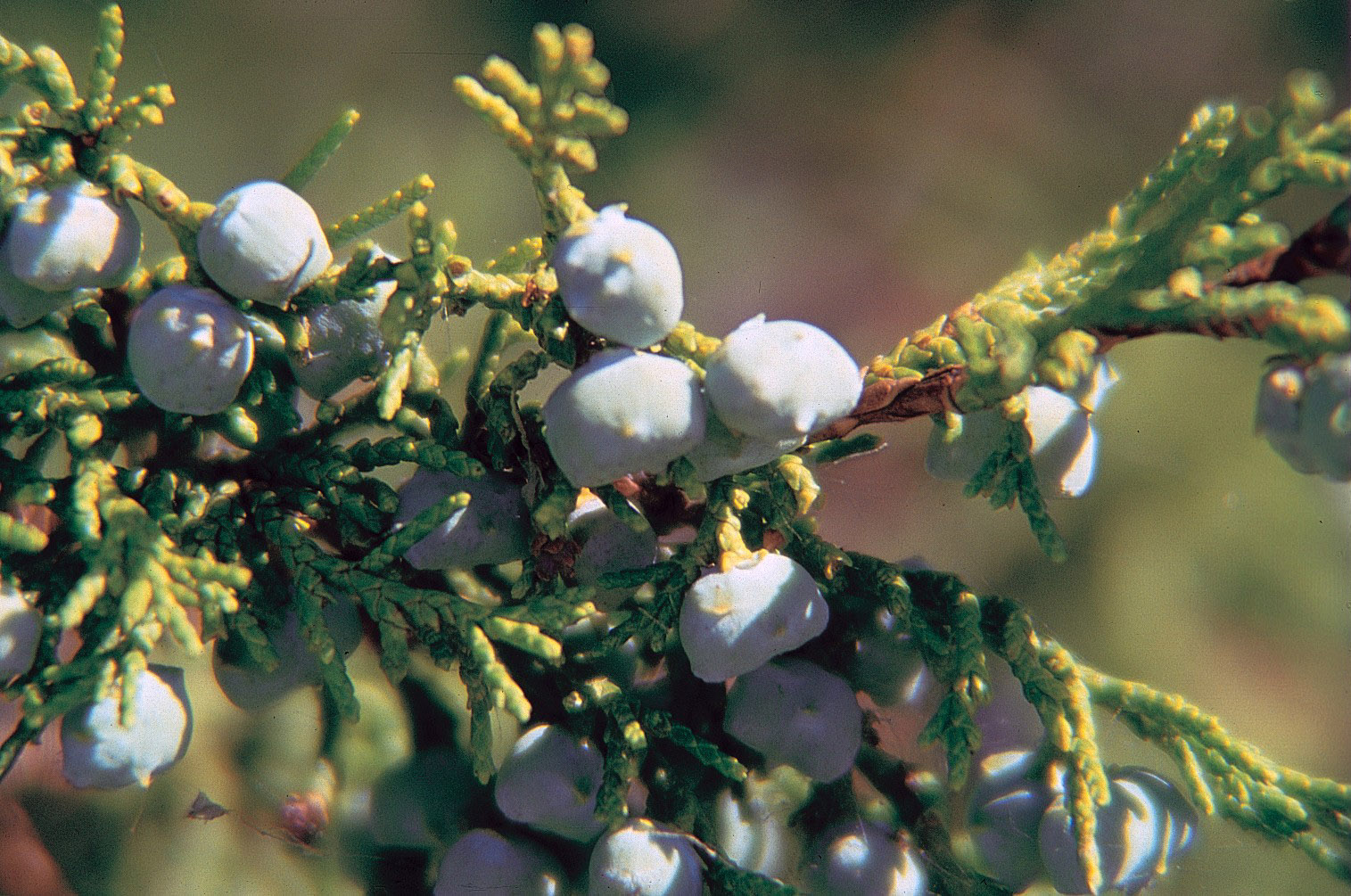
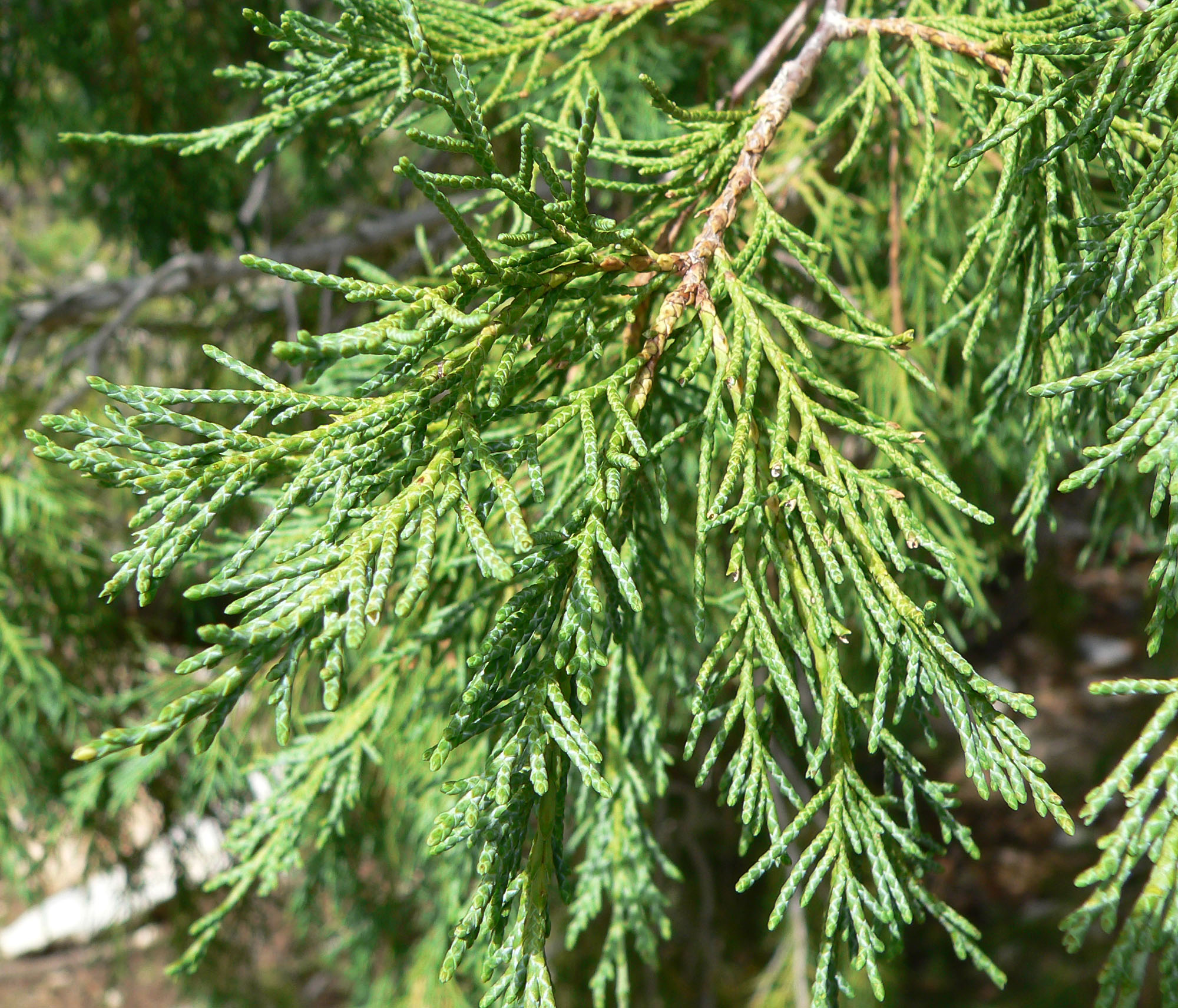
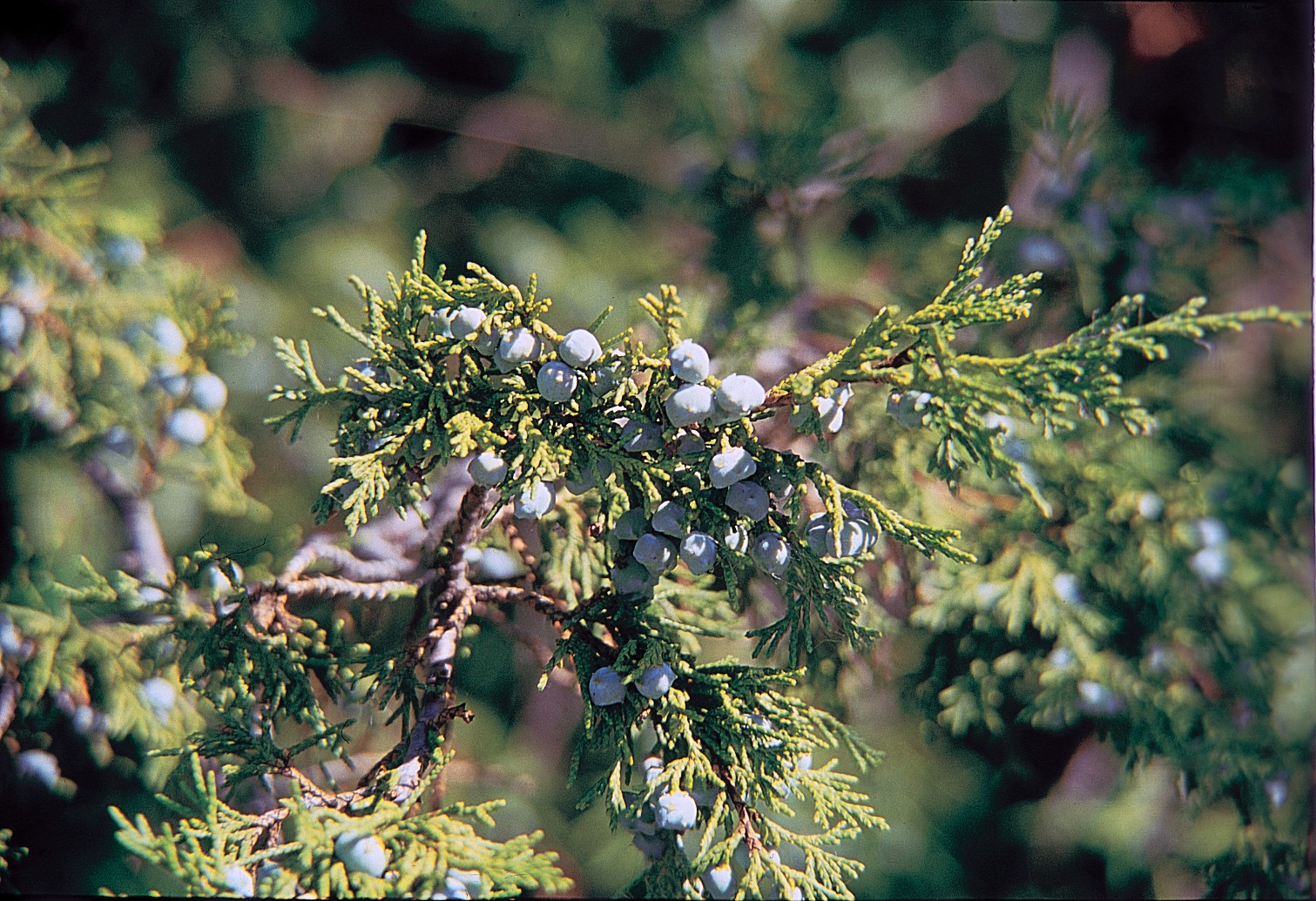
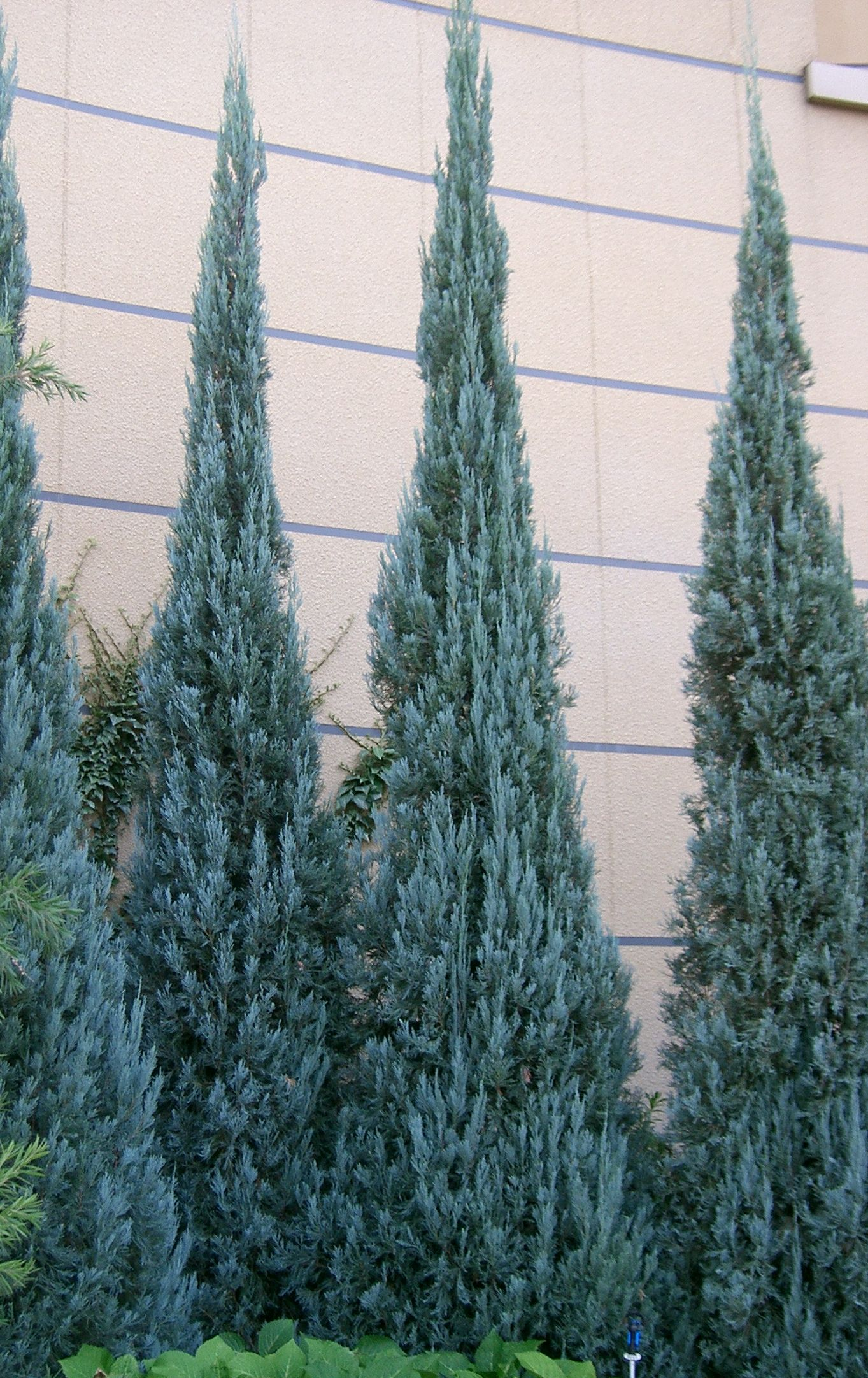
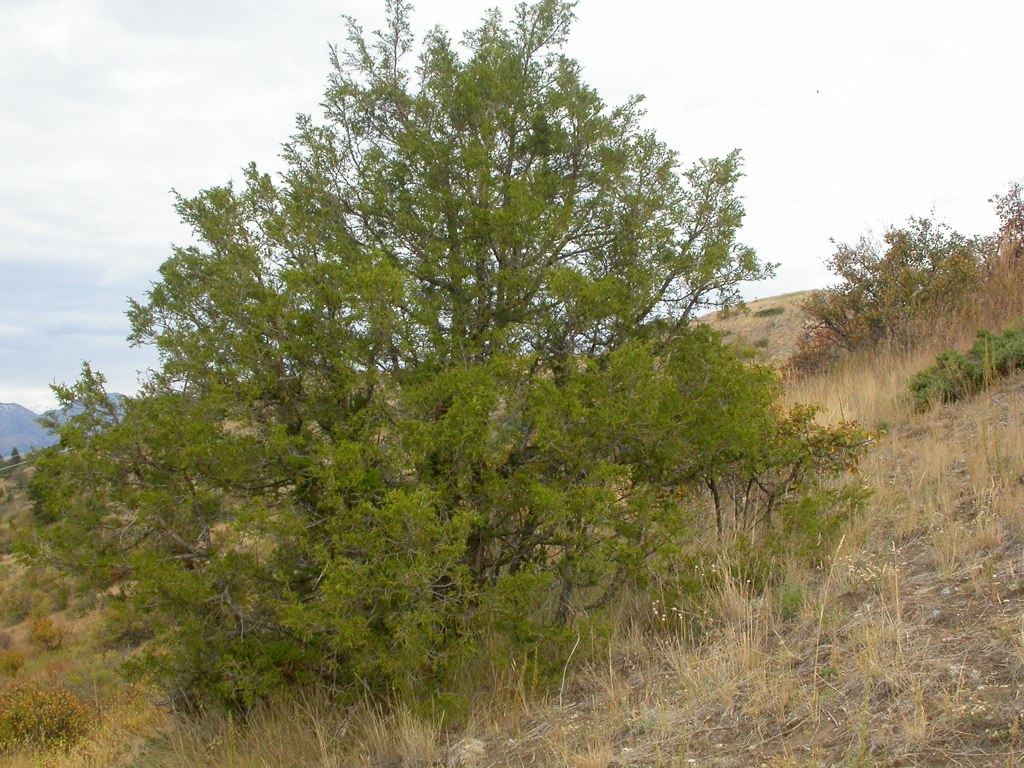